# Dieter Perlowski
Dieter Perlowski (* 13. April 1950 in Buxtehude) ist ein deutscher Schriftsteller und Bühnenautor.

## Leben
Dieter Perlowski ist in Buxtehude zur Schule gegangen und legte 1969 sein Abitur ab. Im Anschluss an sein Informatikstudium (Dipl.-Inf. (FH)) an der Fachhochschule Würzburg-Schweinfurt wurde er an der Universität Würzburg angestellt. Sein Wohnsitz ist Gerbrunn, wo er 1984 den Verein GELA ' 84 e. V. mitbegründete. Diese GErbrunner LAienspielgruppe, wandelte sich bereits nach einem Jahr zu einer Kabarettvereinigung, deren Leitung Dieter Perlowski 1986 übernahm. Im Rahmen der Vereinsarbeit schrieb Perlowski den größten Teil der Prosatexte für über 40 Kabarettprogramme, wirkte auch in allen Programmen mit und führte die Regie. Mit seinem Verein GELA ' 84 e. V. gehört er der Bundesvereinigung Kabarett an.
Sein Wirken als Amateurkabarettist veranlasste ihn, humoristische Kurztexte, zumeist Sketche, zu verfassen und zu veröffentlichen.

## Werke

### Bücher
- Sketche sketchissimo (W. Möller Verlag, 1995)
- Lustige Sketche (W. Möller Verlag, 1996)
- Mini-Sketche ohne Bühne (W. Möller Verlag, 1996)
- Hermine, Geschichten zum Weitererzählen (Hannah-Verlag, 1999)
- Die besten Sketche (Falken-Verlag, 2002)
- Die allerbesten Sketche (Bassermann Verlag, Januar 2003)
- Sketche für runde Geburtstage (Urania Verlag, Februar 2004)
- Neue Sketche (Droemer Knaur, Februar 2004)
- Sketche für die Hochzeit (Droemer Knaur, Februar 2005)
- Sketche schreiben wie ein Profi (Urania Verlag, Februar 2008)

### Bühnenstücke
- Schriftlich, in dreifacher Ausfertigung, eine Kriminalkomödie (Deutscher Theaterverlag)
- Computers achtern Mond, Niederdeutscher Einakter (Plausus Verlag Heike Stuch)
- Der kleine Wundermann, Komödie für Kinder im Grundschulalter (Plausus Verlag Heike Stuch)

## Auszeichnungen
- 2018: Kleinkunstpreis der Stadt Aschersleben